# Гейзелтон (Пенсільванія)
Гейзелтон (англ. Hazleton) — місто (англ. city) в США, в окрузі Лузерн штату Пенсільванія. Населення — 29 963 особи (2020).

## Географія
Гейзелтон розташований за координатами 40°57′2″ пн. ш. 75°58′21″ зх. д. / 40.95056° пн. ш. 75.97250° зх. д. (40.950423, -75.972387). За даними Бюро перепису населення США в 2010 році місто мало площу 15,57 км², уся площа — суходіл.

### Клімат
| Клімат : Гейзелтон           | Клімат : Гейзелтон | Клімат : Гейзелтон | Клімат : Гейзелтон | Клімат : Гейзелтон | Клімат : Гейзелтон | Клімат : Гейзелтон | Клімат : Гейзелтон | Клімат : Гейзелтон | Клімат : Гейзелтон | Клімат : Гейзелтон | Клімат : Гейзелтон | Клімат : Гейзелтон | Клімат : Гейзелтон |
| Показник                     | Січ.               | Лют.               | Бер.               | Квіт.              | Трав.              | Черв.              | Лип.               | Серп.              | Вер.               | Жовт.              | Лист.              | Груд.              | Рік                |
| Середній максимум, °C        | −0,1               | 1,9                | 6,7                | 14,1               | 20,1               | 24,3               | 26,5               | 25,3               | 21,6               | 15,4               | 8,8                | 2,4                | 13,9               |
| Середня температура, °C      | −4,6               | −2,8               | 1,3                | 8,2                | 14,1               | 18,7               | 21,1               | 20,1               | 16,2               | 9,9                | 4,2                | −1,9               | 8,7                |
| Середній мінімум, °C         | −9,1               | −7,6               | −4,1               | 2,2                | 8,1                | 13,0               | 15,8               | 14,8               | 10,8               | 4,4                | −0,4               | −6,3               | 3,5                |
| Норма опадів, мм             | 81                 | 74                 | 90                 | 113                | 114                | 132                | 113                | 110                | 121                | 114                | 108                | 94                 | 1263               |
| Вологість повітря, %         | 74.6               | 69.0               | 64.9               | 61.1               | 64.7               | 73.2               | 73.7               | 77.0               | 77.7               | 74.2               | 73.4               | 75.7               | 71.6               |
| ---------------------------- | ------------------ | ------------------ | ------------------ | ------------------ | ------------------ | ------------------ | ------------------ | ------------------ | ------------------ | ------------------ | ------------------ | ------------------ | ------------------ |
| Джерело: PRISM Climate Group |                    |                    |                    |                    |                    |                    |                    |                    |                    |                    |                    |                    |                    |

## Демографія
Згідно з переписом 2010 року, у місті мешкало 25 340 осіб у 9798 домогосподарствах у складі 6162 родин. Густота населення становила 1628 осіб/км². Було 11409 помешкань (733/км²).
Расовий склад населення:
| - 69,4 % — білих - 4,0 % — чорних або афроамериканців - 0,8 % — азіатів - 0,4 % — корінних американців - 22,0 % — осіб інших рас |

До двох чи більше рас належало 3,4 %. Частка іспаномовних становила 37,3 % від усіх жителів.
За віковим діапазоном населення розподілялося таким чином: 25,3 % — особи молодші 18 років, 58,6 % — особи у віці 18—64 років, 16,1 % — особи у віці 65 років та старші. Медіана віку мешканця становила 37,6 року. На 100 осіб жіночої статі у місті припадало 93,6 чоловіків; на 100 жінок у віці від 18 років та старших — 90,4 чоловіків також старших 18 років.
Середній дохід на одне домашнє господарство становив 44 566 доларів США (медіана — 31 545), а середній дохід на одну сім'ю — 51 241 долар (медіана — 38 268). Медіана доходів становила 31 984 долари для чоловіків та 27 143 долари для жінок. За межею бідності перебувало 25,1 % осіб, у тому числі 39,0 % дітей у віці до 18 років та 13,0 % осіб у віці 65 років та старших.
Цивільне працевлаштоване населення становило 10 642 особи. Основні галузі зайнятості: виробництво — 20,0 %, роздрібна торгівля — 16,3 %, освіта, охорона здоров'я та соціальна допомога — 16,1 %.

## Уродженці
- Лу Барлетта (* 1956) — американський політик-республіканець.